# بندقية قتالية
بندقية المعركة أو البندقية القتالية هي بندقية الخدمة العسكرية التي يتم تغذية الذخيرة عبر مجلة قابلة للفصل وتطلق خرطوشة بندقية تعمل بالطاقة الكاملة. تم إنشاء مصطلح «بندقية المعركة» إلى حد كبير بسبب الحاجة إلى التمييز بشكل أفضل بين بنادق الاعتداء المتوسطة القوة مثل (StG-44 ، AK-47 ، M16 ، AUG) وبنادق أوتوماتيكية بالكامل مثل (FG 42 ،FN ،FAL ،M14 ،H&K G3) حيث إن كلا الفئتين من الأسلحة النارية لها مظهر مماثل وتشارك العديد من الميزات نفسها مثل المجلات القابلة للانفصال، المسدسات، إلخ.
قد يصف هذا المصطلح أيضًا البنادق العسكرية شبه الأوتوماتيكية القديمة الأقدم مثل Fedorov Avtomat، وM1 Garand، وSVT-40، وGewehr 43، وFN Model 1949، وMAS-49. قبل ثمانينيات وتسعينيات القرن العشرين، لم يكن المصطلح محددًا بشكل جيد وكان يستخدم كتوصيف عام لجميع أنواع البنادق العسكرية.